# 江東区ハニービー・プロジェクト
江東区ハニービー・プロジェクト（こうとうくハニービー・プロジェクト）は、東京都江東区で2015年より実施されている養蜂事業である。開始当時は江東区の直営であったが、2017年より同名の特定非営利活動法人(NPO)が事業を引き継いでいる。

## 概要
2013年度の「江東区職員等提案制度」において、最優秀賞を獲得した区民課職員による提案を基にスタートした。大都市における養蜂事例の存在（銀座ミツバチプロジェクトなど）や、生態系回復の効果などが評価されたという。東京都区部の自治体では初の取り組みとなる。
区民課で準備が進められ、2014年は職員が養蜂の知識を習得する期間に当てられた。2015年3月27日に江東区役所防災センター屋上に2万匹のセイヨウミツバチの巣箱が設置された。同年5月の時点でハチの数は3万匹と報じられている。同年5月20日に最初の蜜の採取がおこなわれ、18kgを取り出した。当初の目標は「年間で50kg採取」だったが、6月までに目標を超える70kgの採取に成功した。
江東区では採取した蜜を加熱しない生蜂蜜として販売することとなり、7月1日の初回販売は即日で完売。その後採取された蜜で作られたものも、9月1日に当年度分は完売した。2016年度には前年よりも30キログラム多い170キログラムの蜂蜜を採取した。養蜂には区職員のほかボランティアの合計約40人が参加し、蜜の瓶詰は福祉作業所が実施する。
2017年4月から事業の実施はNPO法人に移管された。
ハチの蜜源は木場公園や横十間川親水公園など、防災センター周辺に豊富にあると報じられている。